# مهندسی تأسیسات
تأسیسات به‌طور کلی دو بخش تأسیسات مکانیکی و تأسیسات الکتریکی تقسیم می‌شود. تاسیسات الکتریکی تحت نظارت عالیه و اجرای مهندسین برق انجام می‌گیرد. تأسیسات مکانیکی به گونه‌های مختلفی مانند گرمایی، سرمایی، تهویه، گازرسانی، بخار و غیره دسته‌بندی می‌شوند.

## تأسیسات مکانیکی
تأسیسات مکانیکی ساختمان شامل موارد زیر است:
- تأسیسات گرمایی[۳]
- تأسیسات سرمایی[۴]
- تأسیسات بهداشتی (آب و فاضلاب)
- تأسیسات تهویه مطبوع[۵]
- تأسیسات استخر (استخر، جکوزی، سونا)
- تأسیسات آتش‌نشانی ( اطفا حریق)
- تأسیسات گازرسانی
- اجرا و طراحی  فواره و آب‌نما
- تأسیسات گازهای طبی
- سامانه‌های بخار

تأسیسات مکانیکی به شاخه‌های مختلفی مانند صنعت، ساختمان، ورزشی، درمانی و مانند این‌ها تقسیم می‌شود.
در مورد تأسیسات مکانیکی نظرات مختلفی وجود دارد اما می‌توان گفت: تأسیسات مکانیکی دانش مبارزه با طبیعت است.برخلاف جاذبه آب را بالا کشیدن، گرما در فصل سرد و سرما در فصل گرم، هوای تازه در اجتماعی از انسانها، تخلیه گازها از محل تولید و…. تأسیسات مکانیکی دانش رفاه جانداران در مبارزه‌ای تمام عیار با طبیعت است.
در دنیای امروز تأمین آسایش بشر یکی از هدف‌های اصلی بوده و سعی شده‌است با استفاده و به‌کارگیری تأسیسات مکانیکی، در طراحی و اجرای ساختمان‌سازی این امر مهم پیگیری شود؛ لذا فراگیری و شناخت علم تأسیسات مکانیکی برای کلیه دست‌اندرکاران تأسیسات ساختمانی یکی از مباحث مهم و ضروری محسوب می‌شود.

## تأسیسات الکتریکی
در تعریف تأسیسات الکتریکی می‌توان گفت طراحی سامانه‌های سیم کشی اماکن مسکونی و مراکز صنعتیو شامل مباحثی مانند روشنائی؛ برق رسانی؛ هوشمندسازی ساختمان؛تلفن؛ آنتن مرکزی؛ سامانه اعلام حریق؛ اجرای شبکه رایانه‌ای؛ منبع تغذیه اضطراری ؛ اجرا و خدمات آسانسور و پله برقی و دوربین مداربسته می‌باشد.

## رشته‌های دانشگاهی
رشته تأسیسات الکتریکی در دانشکده‌های فنی تا مقطع کاردانی و کارشناسی تدریس می‌شود و تنها در چند واحد کارگاهی با رشته برق صنعتی دارای تفاوت می‌باشد.
رشته تاسیسات حرارتی و برودتی نیز در دانشکده های فنی در دو مقطع کاردانی و کارشناسی تدریس می شود‌ این رشته زیر شاخه ی مکانیک بوده و علاوه بر دروس پایه ای مشترک با مکانیک، شامل دروس کارگاهی و تخصصی طراحی تاسیسات حرارتی و برودتی نیز می شود.

### مهارت و دانش مورد نیاز
- توانایی کار بر طبق نقشه‌ها و طرح‌های فنی موجود
- مهارت‌های فنی و عملی خوب
- رویکرد دقیق و منظم در کار
- توانایی جسمانی مناسب
- آگاهی از مسایل ایمنی و دستورالعمل‌های قانونی
- توانایی کار فردی و تیمی

- مهارت‌های ارتباطی مناسب

### رشته دانشگاهی
هنرجویان رشته ی تاسیسات حرارتی و برودتی در طی دوران تحصیل با طرح، محاسبه، اجرا، راه‌اندازی، سرویس و نگهداری تأسیسات بهداشتی، تأسیسات گرمایی، تأسیسات گازرسانی ساختمان‌های مسکونی، راه‌اندازی و سرویس و تعمیر تأسیسات برودتی خانگی و تجاری، نقشه خوانی و نقشه‌کشی تأسیسات بهداشتی، حرارتی، گازرسانی و برودتی و… آشنا می‌شوند.
زمینه‌ها و عناوین شغلی رشته تأسیسات:
- راه‌اندازی و تعمیرکاری دستگاه‌های سردکننده خانگی
- راه‌اندازی و تعمیرکاری سامانه‌های حرارت مرکزی
- جوشکاری برق و گاز
- لوله‌کش آب ساختمان
- برق کاری و راه‌اندازی دستگاه‌های تأسیساتی با استفاده از لوله‌های فلزی و پلیمری
- نقشه‌کش تأسیسات مکانیکی ساختمان
- طراح، مجری و ناظر لوله‌کشی گاز خانگی و تجاری
- نصاب و لوله‌کش تأسیسات حرارت مرکزی